# Łobez (gmina)
Łobez est une gmina mixte du powiat de Łobez, Poméranie occidentale, dans le nord-ouest de la Pologne. Son siège est la ville de Łobez, qui se situe environ 73 km à l'est de la capitale régionale Szczecin.
La gmina couvre une superficie de 228 km2 pour une population de 14 276 habitants en 2016.

## Géographie
Outre la ville de Łobez, la gmina inclut les villages de Bełczna, Bonin, Budziszcze, Byszewo, Dalno, Dobieszewo, Grabowo, Karwowo, Klępnica, Kołdrąb, Łobżany, Meszne, Niegrzebia, Polakowo, Pomorzany, Poradz, Prusinowo, Przyborze, Rożnowo Łobeskie, Rynowo, Rynowo-Kolonia, Suliszewice, Tarnowo, Trzeszczyna, Unimie, Worowo, Wysiedle, Zachełmie, Zagórzyce, Zajezierze, Zakrzyce et Zdzisławice.
La gmina borde les gminy de Brzeżno, Drawsko Pomorskie, Radowo Małe, Resko, Świdwin et Węgorzyno.